# Patissa
Patissa är ett släkte av fjärilar. Patissa ingår i familjen Crambidae.

## Dottertaxa tillPatissa, i alfabetisk ordning[1]
- Patissa aenealis
- Patissa atricostalis
- Patissa atrilinealis
- Patissa burmanalis
- Patissa candidulalis
- Patissa chlorosema
- Patissa chrysozona
- Patissa coenicosta
- Patissa curvilinealis
- Patissa decetialis
- Patissa erythrozonalis
- Patissa fasciella
- Patissa flavicostella
- Patissa flavifascialis
- Patissa fractilinealis
- Patissa fulvicepsalis
- Patissa fulvidorsalis
- Patissa fulvipunctalis
- Patissa fulvosparsa
- Patissa fuscipunctalis
- Patissa geminalis
- Patissa haplosticha
- Patissa interfuscalis
- Patissa intersticalis
- Patissa lactealis
- Patissa latifuscalis
- Patissa luteifrons
- Patissa melanostigma
- Patissa melitopis
- Patissa minima
- Patissa monostidzalis
- Patissa multivagellus
- Patissa nigropunctata
- Patissa ochreipalpalis
- Patissa ochroalis
- Patissa onirophanta
- Patissa parthenialis
- Patissa parvipunctella
- Patissa percnopis
- Patissa punctum
- Patissa rubrilinealis
- Patissa rufitinctalis
- Patissa semicostalis
- Patissa sordidalis
- Patissa stenopteralis
- Patissa taiwanalis
- Patissa tonkinialis
- Patissa tortualis
- Patissa vagilinealis
- Patissa vestaliella
- Patissa virginea
- Patissa xantholeucalis
- Patissa xanthoperas